# أرنو ليمان
أرنو ليمان (بالألمانية: Arno Lehmann)‏ هو عالم عقيدة ألماني، ولد في 23 مايو 1901 في درسدن في ألمانيا، وتوفي في 21 أبريل 1984 في هاله في ألمانيا.